# جين جي. أوستين
جين جي. أوستين (بالإنجليزية: Jane G. Austin)‏ هي كاتِبة أمريكية، ولدت في 25 فبراير 1831 في ورسستر في الولايات المتحدة، وتوفيت في 30 مارس 1894 في بوسطن في الولايات المتحدة.